# Winefish
Winefish là trình soạn thảo văn bản LaTeX tự do. Tên gọi Winefish phỏng theo Bluefish, một phần mềm soạn thảo văn bản HTML.
Winefish có các tính năng tô màu cú pháp, hỗ trợ các chức năng cơ bản với văn bản TeX như: định dạng, tạo các môi trường, và liên kết với các chương trình latex, pdftex và các chương trình xem file (viewer) có trong máy.
Winefish chạy được trên các hệ điều hành tựa-Unix, với cơ sở là bộ GNOME. Trong các hệ điều hành họ Debian có sẵn các gói cài winefish*.deb có thể tải xuống từ mạng.